# Campoletis flavicincta
Campoletis flavicincta là một loài tò vò trong họ Ichneumonidae.